# مریم مفتاحی
مریم مفتاحی در خانواده ای فرهنگی در شهر ساری دیده به جهان گشود. پس از طی دوران دبستان و دبیرستان در ساری، در سال ۱۳۶۳ در رشته مترجمی زبان انگلیسی وارد دانشگاه علامه طباطبایی شد. در سال ۱۳۷۳ در رشته زبان‌شناسی در مقطع کارشناسی ارشد در دانشگاه آزاد واحد تهران مرکز به تحصیلاتش ادامه داد. وی اخیراً و در مصاحبه‌ای به تشریح آخرین اثر ترجمه شدهٔ برندهٔ جایزهٔ پولیتزر سال ۲۰۱۲ با عنوان سهره طلایی
" گذشته ی راز امیز " اثر دانا تارت پرداخت. مفتاحی همچنین پس از ترجمه دو اثر از جوجو مویز در این رابطه بیان داشت؛ تلفیق نگاه ژورنالیستی و رئالیستی به اجتماع، آثار مویز را پرمخاطب کرده است. موسسه فرهنگی و مطبوعاتی جام جم نیز ضمن تشریح مختصری از زندگی مویز در ادامه به معرفی برخی از آثار پرفروش و ترجمه شده با عناوین من پیش از تو، پس از تو و «یک بعلاوه یک» توسط مفتاحی پرداخت. وی در مصاحبه‌ای با ایسنا عنوان داشت؛ برخی ترجمه‌های مجدد کپی از ترجمه‌های قبلی است که این کار سرقت ادبی و کتاب‌سازی محسوب می‌شود.

## تعدادی از آثار ترجمه شده
- سهره طلایی - دونا تارت (برنده جایزه پولیتزر ۲۰۱۴)، نشر قطره ۱۳۹۶

- گذشته ی راز امیز اثر دانا تارت ، نشر قطره
- من پیش از تو - جوجو مویز، نشر آموت
- پس از تو - جوجو مویز، نشر آموت
- یک بعلاوه یک - جوجو مویز، نشر آموت
- میوه خارجی - جوجو مویز، نشر آموت
- همسر خاموش - اس.ای. هریسون، نشر آموت
- دختر آسیابان - مارگارت دیکنسون، نشر آموت
- مثل آب برای گل - والری پرن - نشر آموت
- باغ مخفی - فرانسس هاجسن برنت، انتشارات آموت
- قلب یخی او - لولو تیلو - نشر ثالث